# Bobina de xoc

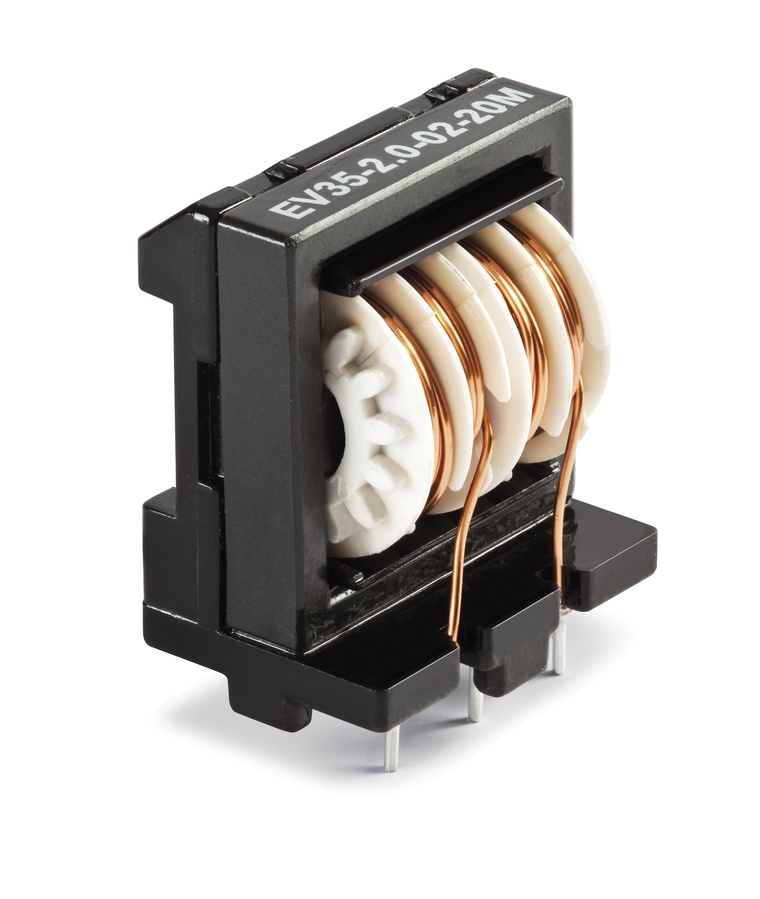
Una bobina de xoc de 20mH i 2A

Una bobina de xoc o ferrita (no confondre amb la ferrita del material) és un inductor dissenyat per tenir una gran reactància a una freqüència o rang de freqüències determinats.

## Descripció
Les bobines de xoc són bobines (inductors) que s'utilitzen per aïllar corrents alterns de determinades freqüències en certes parts d'un circuit, són capaços de bloquejar el corrent altern mentre deixen passar el corrent continu, contràriament a l'efecte dels condensadors.

### Bobines de xoc en mode comú
Les bobines de xoc en mode comú s'utilitzen en la prevenció de les interferències electromagnètiques (EMI) (terme que equival al que en argot es denomina soroll i que inclou les interferències de radiofreqüència) de les fonts d'alimentació o la prevenció de mal funcionament dels equips electrònics. Per això, s'utilitzen en mode diferencial, on es passen corrents iguals però en sentit contrari mentre bloquegen els corrents en mode comú.

## Tipus i construcció
Les bobines de xoc es classifiquen, segons el seu camp d'utilització, en dos tipus: les dissenyades per a ser utilitzades en aplicacions d'audiofreqüència i les que són destinades a ser utilitzades en aplicacions de radiofreqüència. Les utilitzades en baixes freqüències solen tenir nuclis de materialsferromagnètics. En canvi, les utilitzades en freqüències més elevades tenen nuclis de ferrita. En ambdós casos, el nucli serveix per incrementar el valor de la inductància. A freqüències molt elevades però, les bobines de xoc tenen nuclis d'aire per reduir la seva inductància.